# جماریو مون
جماریو مون (انگلیسی: Jamario Moon؛ زادهٔ ۱۳ ژوئن ۱۹۸۰) بازیکن بسکتبال اهل ایالات متحده آمریکا است. از باشگاه‌هایی که در آن بازی کرده‌است می‌توان به هارلم گلوبتراترز، باشگاه بسکتبال المپیاکوس، میامی هیت، لس آنجلس کلیپرز، شارلوت هورنتس، تورنتو رپترز، و کلیولند کاوالیرز اشاره کرد.